# Malaja Sadovaja (Semiónov)
Málaya Sadóvaya - es un cuadro del pintor ruso soviético Aleksandr Semiónov. La pintura representa la vida de las calles de Leningrado a finales de 1970 con signos típicos de su época.

## Descripción
El cuadro fue pintado por el artista, cinco años antes de su muerte, y se convirtió en una de las más famosas de sus obras. Se dice que en ese año el artista estaba en su mejor momento. 
En el cuadro, se ve la avenida Nevsky Prospekt y después se ve el monumento a Catalina II (del escultor Mikeshin M., M. Chizhov, y los arquitectos V. Schröter, D. Grimm), ubicado en el parque que tiene su nombre. 
En el fondo, se ve la majestuosa fachada del Teatro Alexandrinski, del arquitecto Carlo Rossi, con una columnata, un pórtico y la cuadriga de Apolo en el ático de la fachada principal. En 1999, después de la reconstrucción de la calle, se convirtió en una zona peatonal. Estaba pavimentada con baldosas, eliminado la división en las aceras y el pavimento, se construyó una fuente, bancos y farolas de iluminación. Por lo tanto, el cuadro da una idea de la forma ha perdido una de las más bellas calles de San Petersburgo - Leningrado.

## Historia
Por primera vez el cuadro fue expuesto en 1987 en los salones de la Unión de Artistas de Leningrado para una exposición póstuma de las obras de Aleksandr Semiónov. A continuación, la exposición se muestra en las ciudades de la región de Leningrado. A mediados de la década de 1990, la cuadro fue exhibida en exposiciones en San Petersburgo de arte soviética 1950-1980 período. A principios de la década de 1980 se publicó la reproducción del cuadro de la Casa Editorial para la distribución de masa en la URSS. En 2005 una compañía estadounidense Soicher-Marin, Inc. produjo una pintura de carteles, que fue distribuido en los EE.UU. y en todo el mundo. En 2007 la pintura «Malaja Sadovaja» fue reproducida en el libro de «Realismo socialista desconocido. La Escuela de Leningrado». Además, fue colocada por los editores en la solapa de este libro.